# Джувенал, Джеймс
Джеймс Беннер Джувенал (англ. James Benner Juvenal; 12 января 1874, Филадельфия, Пенсильвания — 1 сентября 1942, Филадельфия, Пенсильвания) — американский гребец, чемпион летних Олимпийских игр 1900 и серебряный призёр летних Олимпийских игр 1904.
На Играх 1900 Джувенал участвовал только в соревнованиях восьмёрок. Его команда стала первой в полуфинале и финале, выиграв золотые медали.
Через четыре года, Джувенал принял участие в Играх в Сент-Луисе. Он соревновался только среди одиночных спортсменов, и занял второе место.